# John W. O’Daniel

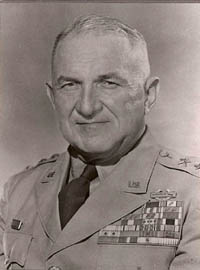
Lieutenant General John W. O’Daniel (1951)

John Wilson „Iron Mike“ O’Daniel (* 15. Februar 1894 in Newark, Delaware; † 27. März 1975 in San Diego, Kalifornien) war Generalleutnant der US Army und Diplomat der USA. Bekannt wurde er insbesondere durch seine Leistungen als Kommandeur der 3. Infanteriedivision in Nordafrika, Sizilien, Italien, Südfrankreich und Deutschland im Zweiten Weltkrieg. Er wurde weiterhin bekannt als Befehlshaber des höchstdekorierten US-Soldaten des Zweiten Weltkrieges, Audie Murphy.
O’Daniel war zeitlebens, auch in seiner Zeit als Diplomat, Berufssoldat. Der mit 1,67 m kurzgewachsene O’Daniel galt als geradeheraus und tapferer Offizier, der während seiner vierzigjährigen Dienstzeit an drei großen Kriegen teilnahm. Sein Leitspruch lautete „sharpen your bayonet“. Dwight D. „Ike“ Eisenhower nannte ihn in seinen Memoiren „einen unserer herausragenden Kämpfer“. Die Medien verglichen ihn mit General Patton, weil beide ihre jeweiligen Standpunkte nachdrücklich vertraten und durch furchtloses Auftreten sowohl Vorgesetzten als auch dem Feind gegenüber auffielen, und weil O’Daniel ebenso wie Patton seine Einheit schnell und wagemutig durch den europäischen Kriegsschauplatz führte.

## Frühe Jahre
Geboren in der Kleinstadt Newark im US-Bundesstaat Delaware, schloss er die High School in Oxford, Pennsylvania 1912 im Alter von 17 Jahren ab und besuchte das Delaware College in seiner Geburtsstadt, wo er sich vor allem als Mitglied des Football-Teams hervortat und den Spitznamen „Mike“ erhielt, den er zeitlebens führte – später um den Zusatz „Iron“ für eisern erweitert.
1913 trat er in die Nationalgarde in Delaware ein. Am 19. Juli 1916 wurde er mobilisiert und diente als Corporal und später als Sergeant bei der Ersten Infanterie an der Grenze der USA zu Mexiko. Am 15. Februar 1917, seinem 23. Geburtstag, wurde er ehrenvoll aus der Nationalgarde entlassen.

## Erster Weltkrieg
Nach Absolvierung des College in Delaware 1917 wurde er in die Reserve übernommen und trat am 26. Oktober 1917 in das 11. US-Infanterie-Regiment in Camp Forrest, Tennessee ein.
Er wurde nach Europa verlegt und nahm an der Schlacht von St. Mihiel und an der Maas-Argonnen-Offensive teil, wo er am 12. September 1918 verwundet wurde. Bei diesem Angriff soll er zwölf Stunden lang gekämpft haben, obwohl er vom Geschoss eines deutschen Maschinengewehrs im Gesicht getroffen und schwer verletzt worden war. Für diese Leistung wurde er mit dem Distinguished Service Cross und dem Purple Heart ausgezeichnet. Zusammen mit seiner Einheit wurde er im September 1919 in die USA zurück verlegt und anschließend an das 25. Infanterie-Regiment nach Arizona überstellt.

## Zwischenkriegszeit
O’Daniel verblieb in der US Army und wechselte mehrere Male den Standort. Bis zum Eintritt der USA in den Zweiten Weltkrieg stieg er bis zum Major auf. 1936 wurde er Professor an der Militärakademie in Augusta, Georgia. 1939 schloss er das Command and General Staff College in Fort Leavenworth, Kansas ab, das der Ausbildung der militärischen Führungsspitze diente.

## Zweiter Weltkrieg

Schulterabzeichen der 3rd Infantry Division

Einheitsabzeichen der 3rd Infantry Division mit dem Motto „Wir weichen nicht“

Im Januar 1941 wurde O’Daniel Kommandeur des 2. Bataillons des 24. Infanterie-Regiments in Fort Benning, wo er an Manövern zur Erprobung der Leistungsfähigkeit der Einheit teilnahm, um für einen Eintritt in den Zweiten Weltkrieg gerüstet zu sein. Nach dem japanischen Angriff auf Pearl Harbor, Hawaii am 7. Dezember 1941, wurde er zum Colonel befördert und zugleich zum stellvertretenden Stabschef der 3. Armee ernannt.

### Algier
1942 wurde O’Daniel zur Vorbereitung der Invasion der alliierten Streitkräfte auf das europäische Festland nach England verlegt, wo er die Ausbildung der Truppen leitete. Im September 1942 erhielt er das Kommando über das 168. Infanterieregiment auf dem nordafrikanischen Kriegsschauplatz, das er am 8. und 9. November 1942 zur Einnahme Algiers führte. Für diese militärische Leistung wurde er am 20. November 1942 zum Brigadegeneral befördert.

### Sizilien und Salerno
Nachdem O’Daniel zuvor die 5. Armee auf die Landungen auf Sizilien und bei Salerno vorbereitete, wurde er im Juni 1943 stellvertretender Kommandeur der 3. Infanterie-Division, mit der er auf Sizilien landete.
Am 24. Juli 1943 kehrte O’Daniel nach Algier zurück und übernahm die 36. Infanteriedivision zur Landung bei Salerno. Ohne den Befehl dazu zu haben, führte er die Landung erfolgreich durch. Für dieses waghalsige, aber erfolgreiche Vorgehen wurde er zum Leitenden Offizier für Landungsoperationen bei der 5. Armee ernannt. Im November 1943 wurde er als stellvertretender Kommandeur wieder zur 3. Infanteriedivision bestellt.

### Anzio
Mit der 3. Infanteriedivision, die seither als seine Einheit bezeichnet werden kann, führte O’Daniel die Landung bei Anzio im Januar 1944 durch und wurde, noch während seine Einheit im Brückenkopf stand, zum Kommandeur ernannt. Nachdem es ihm gelungen war, heftige deutsche Gegenangriffe abzuweisen, wurde er zum Major General befördert und erhielt die Army Distinguished Service Medal.
Vielfach berichtet, wenngleich nicht sicher belegt, ist seine Antwort auf die Frage des britischen Feldmarschalls Harold Alexander, ob es wahr sei, dass seine Division bei den deutschen Gegenangriffen keinen Zoll zurückgewichen sei: „Keinen verfluchten Zoll“ („Not a goddamned inch“). Solche Haltung entsprach dem damaligen Verständnis eine vorbildhaften Generals und trug zur steigenden Popularität O’Daniels bei.

### St. Tropez, Brückenkopf Elsass, Westwall
Im August 1944 landete O’Daniel mit seiner Einheit in St. Tropez in Südfrankreich und begann den Vormarsch durch die Vogesen nach Deutschland. Durch das Tal der Rhone führte O’Daniel seine Einheit nach Straßburg im Elsass. Im Brückenkopf Elsass kam es im Januar und Februar 1945 zu schweren Kämpfen, die mit der Ardennenoffensive bzw. dem Unternehmen Nordwind in Zusammenhang standen.
Der anschließende Durchbruch durch den als Siegfried-Linie bezeichneten Westwall gelang bei Zweibrücken im März 1945.

### Nürnberg
Siehe Schlacht um Nürnberg
O’Daniel führte seine Division über den Rhein und leitete die fünftägige, teilweise als Häuserkampf und gemeinsam mit der 45. Infanteriedivision der 7. Armee unter Generalmajor T. Frederic geführte Schlacht um Nürnberg vom 16. bis zum 20. April 1945.
Nach der Eroberung Nürnbergs am 20. April 1945, der im Deutschen Reich als Führergeburtstag begangen wurde, hielt O’Daniel am seinerzeit zum Adolf-Hitler-Platz umbenannten Hauptmarkt am frühen Abend eine Militärparade ab. Zu diesem Zweck wurden die Straßenschilder mit dem Aufdruck „Adolf-Hitler-Platz“ in Bezug auf O’Daniels Spitznamen „Iron Mike“ mit „Eiserner Michael Platz“ überschrieben. Gleichzeitig wurden am Rande der Nürnberger Innenstadt im Palmenhofbunker noch von den letzten deutschen politischen Befehlshabern, Gauleiter Karl Holz und Oberbürgermeister Willy Liebel, der vom letzten militärischen Kommandanten, Oberst Wolf, am selben Vormittag veranlassten Kapitulation der deutschen Truppen zum Trotz, Widerstand geleistet. Der Abhaltung der Siegesparade stand dies nicht entgegen. Noch während deren Verlauf wurde auch der Widerstand im Palmenhofbunker gebrochen. O’Daniel verband die Siegesparade mit einem Trauerakt für den am 12. April 1945 verstorbenen Präsidenten Franklin D. Roosevelt.

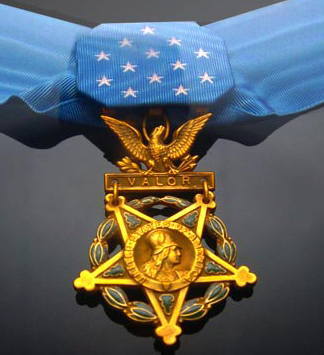
Medal of Honor (Army)

### Weitere Aktionen
Die 3. Infanteriedivision setzte ihren Auftrag fort und nahm Augsburg, München und Salzburg ein. Die Befreiung des KZ Dachau wurde von der schon bei der Einnahme Nürnbergs parallel operierenden 45. Infanteriedivision übernommen.
Zuletzt nahm O’Daniel mit der 3. Infanteriedivision Berchtesgaden mit dem Obersalzberg ein. Kämpfe fanden hierbei nicht mehr statt, da die deutschen Truppen das Gelände verlassen hatten. Hierbei kam es zu einem spektakulären Wettrennen um den verlassenen Berghof, den O’Daniel mit einer schnellen Fahrt über die Autobahn vor den Soldaten der 101. Airborne Division erreichte. Dort fand er eine Hose des Reichsmarschalls Hermann Göring vor, die er angesichts der Fettleibigkeit Görings mit den Worten „a lot of pants“ kommentierte. Damit endete für die 3. US-Infanteriedivision die aktive Teilnahme am Zweiten Weltkrieg.
Die 3. Infanteriedivision galt als eine der schlagkräftigsten US-Einheiten des Zweiten Weltkrieges. Ein Viertel aller Medal of Honor, der höchsten Auszeichnung der amerikanischen Streitkräfte für Tapferkeit, die für die Teilnahme am europäischen Kriegsschauplatz verliehen wurden, wurde an Soldaten der 3. Infanteriedivision verliehen; insgesamt wurden 51 Soldaten der Einheit mit der Medal of Honor ausgezeichnet.
Im Juli 1945 wurde O’Daniel vorübergehend Befehlshaber der Heimattruppen in Washington, D.C., und schließlich Kommandierender General an der Infanterieschule in Fort Benning.

## Spätere Karriere
Im Juni 1948 wurde O’Daniel zum Militärattaché an der US-Botschaft in Moskau berufen, wo er bis zum August 1950 blieb. Zurück in den USA sorgte mit einem langen Artikel, in dem er sich sehr ablehnend mit der seinerzeitigen Sowjetunion auseinandersetzte, für Aufsehen; er wurde von der sowjetischen Regierung scharf angegriffen und der Spionage beschuldigt.
Im Juli 1951 kommandierte er das I. Corps der 8. Armee; dies sollte sein letzter Kampfauftrag werden. Dort erhielt er weitere zahlreiche Orden und Auszeichnungen (siehe unten).
Am 1. September 1952 wurde O’Daniel Kommandierender General der US-Streitkräfte für den pazifischen Raum mit Standort in Fort Shafter, Hawaii.
1954 wurde er vom damaligen Präsidenten Dwight D. Eisenhower als Chef der amerikanischen Streitkräfte für Indochina entsandt. Für dieses Kommando nahm er, um den die damaligen Operationen nach dem Ende des Koreakriegs befehlenden französischen General im Rang nicht zu übertreffen, freiwillig eine Herabsetzung seines Ranges in Kauf. O’Daniel war ein starker Befürworter des amerikanischen Engagements in Vietnam, und auf seine Empfehlung hin wurden die amerikanischen Streitkräfte in Südvietnam deutlich verstärkt. Er war zuversichtlich, dass durch die amerikanische Präsenz die Ausbreitung des Kommunismus aufgehalten werden könne.
Am 31. Dezember 1955 schied O’Daniel aus dem aktiven Dienst aus. Bei dem ihm gewährten feierlichen Abschied wurde er vom ranghöchsten Offizier der US Army, Chief of Staff of the Army, General Maxwell D. Taylor besonders herausgestellt und ein weiteres Mal dekoriert.

## Späterer Lebensweg, Familie, Tod
Nach seinen beruflichen Aufenthalten in Indochina setzte sich O’Daniel für die amerikanisch-vietnamesische Freundschaft auch außerhalb der militärischen Zusammenhänge ein.
O’Daniels erste Ehefrau Ruth starb 1965; O’Daniel heiratete erneut. Ihr gemeinsamer Sohn John W. O’Daniel Jr. fiel 1944 als Fallschirmjäger bei Arnheim in der letzten Schlacht des Zweiten Weltkrieges, die für die Alliierten mit einer Niederlage endete.
Am 27. März 1975 starb O’Daniel in San Diego im Kreis seiner Familie.

## Orden und Auszeichnungen, Ehrungen
Auswahl der Dekorationen, sortiert in Anlehnung der Order of Precedence of Military Awards:
- Distinguished Service Cross
- Army Distinguished Service Medal (4 ×)
- Silver Star
- Legion of Merit
- Bronze Star (2 ×)
- Purple Heart (3 ×)
- Air Medal
- Croix de guerre mit Palme
- Order of the Bath
- Silberne Militärverdienst-Medaille
- U.S. Army Outstanding Civilian Service Medal

O’Daniel galt als uneitel. Nach eigenem Bekunden trug er seine Orden ausschließlich für offizielle Photographien sowie in seiner Zeit als Militärattaché an der Botschaft der USA in Moskau, weil er überzeugt war, die Regierung der Sowjetunion durch seine Orden zu beeindrucken. Auf dem oben dargestellten Porträt ist zu erkennen, dass die hier genannten Orden und Auszeichnungen nur einen kleinen Ausschnitt wiedergeben.
O’Daniel wurde von der Universität von Delaware mit einem Ehrendoktor ausgezeichnet.